# 飯沼
飯沼（いいぬま）は、茨城県南西部に存在していた湖沼。上流の古河市尾崎付近から南東方向へ細長く広がり、下流側南端は坂東市大口・猫実付近。古河市・八千代町・坂東市・常総市にまたがっていた。享保10年 (1725年) 以降の飯沼新田開発により排水され、現在は水田地帯になっている。

## 享保年間以前
古墳時代については、飯沼周辺に五十塚古墳群（古河市東山田）、東浦古墳（円墳・古河市東諸川）、大塚古墳群（円墳3期・湮滅）、城山古墳群（円墳2基・八千代町栗山）など、多数の古墳が分布。集落遺跡も多くみられることから、政治経済活動が活発な地域であったと推定される。
平安時代の軍記物語『将門記』にある「広河江（ひろかわのえ）」は、この飯沼を指すと考えられている。飯沼の広さを表す呼称である。
戦国時代には、飯沼城とも呼ばれた逆井城が飯沼西岸の台地上にあった。当初は古河公方方の逆井氏、のちには後北条氏の城となる。天正年間、飯沼城の北条氏繁が対岸の結城氏・多賀谷氏と対峙し、飯沼は古河公方領国防衛の最前線となっていた。
江戸時代、享保年間以前の飯沼は周辺23か村入会の沼であった。しかし、寛永年間に行われた鬼怒川の開削により干上がり地が生じ、周辺の村同士での干上がり地の境界や地先の損益をめぐって多くの争論が発生するようになった。

## 飯沼新田開発
享保の改革の一環として新田開発が行われた。

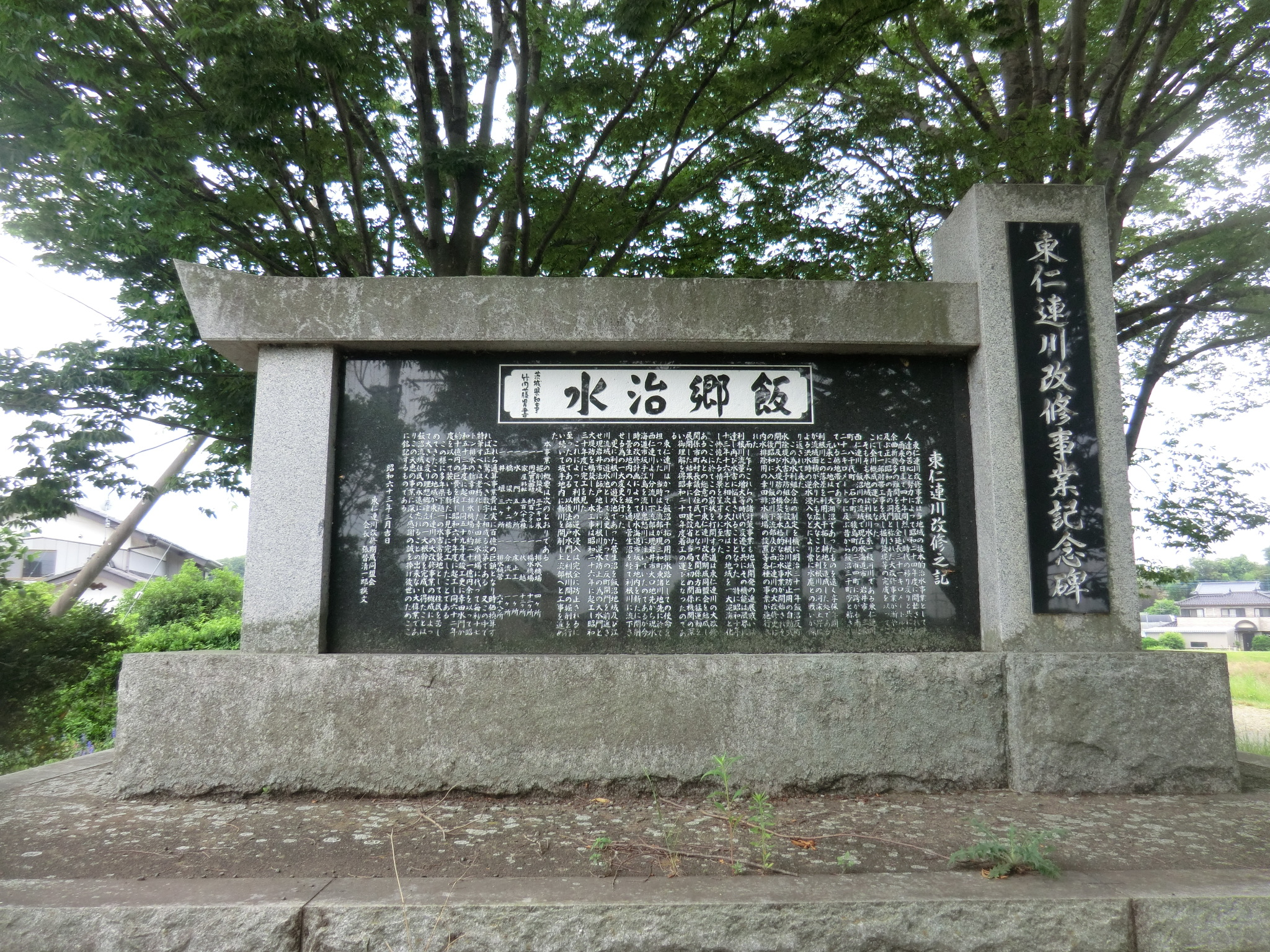
東仁連川改修事業記念碑

飯沼の水は鬼怒川に注いでいたが、享保期の開発では、まず南西部の台地を開削し、菅生沼経由で利根川に接続する水路を開発（新堀・飯沼川）。それによって飯沼を排水し、新田とした。しかしこの排水は不十分であったため、飯沼に流れ込む江川をいまの古河市尾崎で分流し、飯沼東縁に東仁連川を開通させて、鬼怒川に水を落とした。同様に飯沼西縁には西仁連川を開通させ、飯沼南端で飯沼川と合流させた。しかしそれでも排水は不十分であり、水害にたびたび襲われていた。そこで、昭和の時代に、さらに別の水路を南西部の台地に開削し、もともと鬼怒川に注いでいた東仁連川をその水路に流下させ菅生沼に導く工事がなされた。広さは1,525ヘクタールでとれた作物は、約2,157トンに増えた。
新田開発に携わった飯沼廻り24カ村は以下の通り（享保9年）。
- 結城郡
  - 平塚村(現在の八千代町)
  - 恩名村(現在の古河市)
- 猿島郡
  - 仁連町(現在の古河市)
  - 東山田村(現在の古河市)
  - 逆井村(現在の坂東市)
  - 山村(現在の坂東市)
  - 沓掛村(現在の坂東市)
  - 弓田村(現在の坂東市)
  - 馬立村(現在の坂東市)
  - 幸田村(現在の坂東市)
  - 神田山村(現在の坂東市)
  - 猫実村(現在の坂東市)
  - 大口村(現在の坂東市)
  - 生子村(現在の坂東市)
- 岡田郡
  - 横曽根村(現在の常総市)
  - 横曽根新田(現在の常総市)
  - 大生郷村(現在の常総市)
  - 古間木村(現在の常総市)
  - 鴻野山村(現在の常総市)
  - 馬場村(現在の常総市)
  - 崎房村(現在の常総市)
  - 栗山村(現在の八千代町)
  - 尾崎村(現在の八千代町)
  - 芦ケ谷村(現在の八千代町)